# Isla San Diego
Isla San Diego är en ö i Mexiko. Den tillhör kommunen Comondú och ligger på östkusten i delstaten Baja California Sur, i den västra delen av landet. Arean är 0,55 kvadratkilometer.